# 吉田仁美の2h
「A&G ARTIST ZONE 吉田仁美の2h」（よしだひとみのにえっち）は、2010年10月4日から2014年12月31日まで文化放送超!A&G+で放送されていた生放送番組。パーソナリティは吉田仁美、アシスタントは入江玲於奈

## 番組概要

### パーソナリティ
パーソナリティ
吉田仁美
アシスタント
増田俊樹（2010年10月 - 2011年9月）
大島崚（2011年10月 - 2012年3月）
西山宏太朗（2012年4月 - 2013年3月）
三輪隆博（2013年4月 - 2013年12月）
入江玲於奈（2014年1月 - 2014年12月）

### 放送時間
2010年10月6日 - 2014年12月31日
水曜日 19:00 - 21:00（リピート放送：木曜日13:00 - 15:00）

## コーナー
今週のひとこと
吉田の近況トークや、リスナーからのふつおたを紹介する。
入江玲於奈の今から面白いことしゃべりまーす！
音声のみで入江が、面白いフリートークを行う。
バケトーーーク!
「アメトーーク!」の『くくりトーク』の要領で、リスナーから寄せられた「僕は○○リスナーです」で始まる自慢を紹介する。
トリオを作れ!
テーマに対する三段落ちを紹介する大喜利コーナー。最優秀賞にはサイン入り台本1ページをプレゼント。
コーナーテーマ曲はイモ欽トリオの「ハイスクールララバイ」。

### 過去のコーナー
吉田をだまらそう / 可愛い吉田をだまらそう
リスナーから寄せられた「吉田が黙ってしまうネタ」で、実際に吉田を5秒間黙らせることができるか、挑戦する。
みごと黙らせることができれば、サイン入り台本をプレゼントされる。
2010年10月13日（第2回）から2011年9月28日（第52回）まで。
おしゃべリクエスト
リスナーから寄せられたテーマで、テーマトークをする。
2011年4月6日（第27回）から。
吉田仁美スーパーカルトQ
吉田だけが正解を知っているクイズをリスナーに出題する。万一正解者が出たら、サイン入り台本をプレゼント。
2011年4月6日（第27回）から。
ひとみおねえさんの何でも相談室
リスナーから寄せられた悩み相談に、吉田扮する「ひとみおねえさん」が答える。
2011年4月6日（第27回）から2011年9月28日（第52回）まで。
ムチャぶりのコーナー
リスナーから寄せられたムチャぶりに、吉田・増田が応える。
2011年9月28日（第52回）で終了。
プリティーウーマンになろう!
吉田の女子力を上げるため、様々な挑戦をする。
2010年12月22日（第12回）終了したが、2011年3月30日（第26回）限定で復活。
普通の1日と充実した1日
ピンチヒッター（吉田が休みのときの代理）やまれにゲストが、典型的な1日のスケジュールをトークする。
アタックナンバーワン
リスナーから寄せられたオチとなる効果音の前フリとなるセリフを紹介する。
水曜2hちゃんねる
リスナーから寄せられた噂を大島が体を張って検証する。
2011年10月から。
パシれコウタロー
2012年4月からの新アシスタント、西山宏太朗をひたすらパシっていくコーナー。
2012年4月より。
ラジオのいろは

## 単発出演者

### 代理パーソナリティ
- 第010回（2010年12月08日） - 石田燿子の2h
- 第025回（2011年03月23日） - 増田俊樹の2h
- 第043回（2011年07月27日） - 五條真由美の2h
- 第057回（2011年11月02日） - 平田宏美と原由実の2h
- 第062回（2011年12月07日） - Project.Rの2h
- 第083回（2012年05月02日） - 西山宏太朗の2h
- 第095回（2012年07月18日） - 米倉千尋と三重野瞳の2h
- 第109回（2012年10月31日）    - 中村繪里子の2h
- 第126回（2013年02月27日） - 流田豊と栗川雅裕の2h
- 第127回（2013年03月06日） - 高橋秀幸と鎌田章吾の2h
- 第129回（2013年03月20日） - 野水いおりと佐土原かおりの2h
- 第146回（2013年07月17日） - 田野アサミの2h
- 第156回（2013年09月25日） - 石田燿子の2h

### 代理アシスタント
- 第073回（2012年02月22日） - 田中太郎（月曜・木曜アシスタント）
- 第126回（2013年02月27日） - 田中太郎

### ゲスト
- 第05回（2010年11月03日） - 中村繪里子
- 第08回（2010年11月24日） - 南里侑香（飛び入り[4]）
- 第09回（2010年12月01日） - 原由実
- 第10回（2010年12月08日） - 奥井雅美、吉田仁美（『石田燿子の2h』に「ゲスト」として番組に合流）
- 第11回（2010年12月15日） - azusa
- 第13回（2010年12月29日） - 浅倉杏美
- 第14回（2011年01月05日） - 中村繪里子（飛び入り）、田村睦心（飛び入り）
- 第15回（2011年01月12日） - 山田島須磨子（すまこたん、日本コロムビアスタッフ）
- 第19回（2011年02月09日） - 若林直美
- 第21回（2011年02月23日） - 黒崎真音
- 第24回（2011年03月16日） - 原由実、浅倉杏美
- 第25回（2011年03月23日） - 山田島須磨子、工藤智美（スペースクラフトスタッフ）（『増田俊樹の2h』ゲスト）
- 第30回（2011年04月27日） - コミネリサ
- 第38回（2011年06月22日） - 早見沙織
- 第42回（2011年07月20日） - 五條真由美
- 第44回（2011年08月03日） - 南里侑香
- 第46回（2011年08月17日） - 山田島須磨子、米倉千尋
- 第49回（2011年09月07日） - 平田宏美
- 第51回（2011年09月21日） - 流田Project
- 第54回（2011年10月12日） - ゆいかおり
- 第57回（2011年11月02日） - 浅倉杏美（『平田宏美と原由実の2h』ゲスト）
- 第61回（2011年11月30日） - 長谷川明子
- 第63回（2011年12月14日） - 沼倉愛美
- 第70回（2012年02月01日） - 今井麻美
- 第72回（2012年02月15日） - Max Boys
- 第74回（2012年02月29日） - 高橋秀幸
- 第76回（2012年03月14日） - 南里侑香
- 第83回（2012年05月02日） - 野水伊織、富樫美鈴（『西山宏太朗の2h』ゲスト）
- 第84回（2012年05月09日） - 鷲崎健（飛び入り）

山田島須磨子はこのほかにも短く登場した回が多数あるが、番組ブログに登場が記載されている2011年1月12日・3月23日・8月17日のみ記した。